# Giuseppe Bruno (Autor)
Giuseppe Bruno (* 25. September 1945 in Butera, Sizilien; † 8. Februar 2014 in Frankfurt am Main) war ein deutsch-italienischer Autor.

## Leben
Giuseppe Bruno wuchs in Butera, einem Bergort in Südostsizilien auf. Die nach mehreren Jahren Dürre verschuldete Familie lebte in bitterer Armut. Mit 16 Jahren kam Giuseppe Bruno nach Frankfurt am Main. Er arbeitete als Hilfsarbeiter bei der Deutschen Bundesbahn, auf Baustellen, in einer Gießerei, einer Schuhfabrik und bei den Farbwerken Hoechst. Ende der 1970er bis Anfang der 1980er Jahre betrieb er einen Blumenladen in Frankfurt-Eschersheim. Mit 41 Jahren machte er einen Abschluss als Chemiefacharbeiter bei den Farbwerken Hoechst, wo er bis 1992 arbeitete. Nach dem Scheitern seiner ersten Ehe und der Verlagerung der Abteilung der Farbwerke Hoechst, in der er beschäftigt war, wollte Giuseppe Bruno in seinem Heimatort Butera eine neue Existenz gründen. Da dies nicht gelang, kehrte er nach einem Jahr wieder zurück nach Frankfurt am Main, wo er nach mehreren Anstellungen in den Diensten der Stadt als Umweltpfleger sein Arbeitsleben beendete.
Giuseppe Bruno gehörte zu den Gastarbeitern der ersten Stunde und zu den wenigen, die über ihre Migrationserfahrungen geschrieben haben. Giuseppe Bruno war Mitglied der Sozialdemokratischen Partei Deutschlands. Er ist bekannt für seine Initiativen zur Freundschaft zwischen Migranten und Deutschen, er wirkte mit bei Dokumentation der Migrationsgeschichte im Historischen Museum Frankfurt und setzte sich ein für eine kurz vor seinem Tod angebrachte Gedenktafel für die Gastarbeiterbaracken in Hoechst sowie für ein Gastarbeiterdenkmal am Frankfurter Hauptbahnhof.
Die Übergangseinrichtung für Asylbewerber der Arbeiterwohlfahrt Kreisverband Frankfurt am Main trägt seit 2014 den Namen "Giuseppe Bruno-Haus".

## Werke
- Der Zug in die Fremde. Ein Leben als Bauernjunge und Gastarbeiter. EDITION 6065, Wiesbaden 2005, ISBN 978-3-9808639-8-8.
- Wenn die Fremde zur Heimat wird. Ein Gastarbeiterschicksal. EDITION 6065, Wiesbaden 2012, ISBN 978-3-941072-11-4.